# 广岛县立大学
广岛县立大学（英語：Hiroshima Prefectural University）位于广岛县原市七塚町，为日本公立大学，1954年建校，1989年大學设置。2005年與縣立廣島女子大學及廣島縣立保健福祉大學等校合併。

## 沿革
1989年，广岛县立大学开学。
1994年，经营情报学研究科、生物生产研究科 碩士课程开设。
1998年，经营情报学研究科，生物生产研究科 博士课程开设。
2005年，学校和县立广岛女子大学及广岛县立保健福祉大学合併。

## 院系
- 经营学部
- 生物资源学部

## 著名校友
- 大竹美喜